# Ломоносов, Борис Павлович
Борис Павлович Ломоносов (род. 1941) — советский и российский промышленный деятель; кандидат технических наук, доктор экономических наук, профессор.

## Биография
Родился 6 сентября 1941 года в Исилькульском районе Омской области.
В 1959 году окончил Тюменский машиностроительный техникум.
В 1959—1961 годах работал на Кемеровском заводе «Кузбассэлектромотор»: формовщиком, мастером литейного цеха, старшим техником-конструктором, инженером-технологом отдела главного металлурга.
В 1961—1966 годах учился в Новосибирском электротехническом институте на факультете автоматики и электроино-вычислилельных машин.
В 1965—1969 годах продолжил работу на заводе «Кузбассэлектромотор» инженером-конструктором отдела Главного конструктора, старшим инженером лаборатории электроино-вычислилельной техники.
В 1969 году переехал в Тольятти, где до 1986 года работал на Волжском автозаводе:
- в Управлении организации производства — старший инженер, начальник бюро, начальник отдела проектирования АСУ,
- в Сборочио-кузовном производствое — заместитель директора по экономике.

В 1986—1988 годах работал в Гомеле, на ПО «Гомсельмаш» — заместитель генерального директора по экономическим вопросам.
В 1988—1992 годах работал в Москве на Электромеханическом заводе им. Владимира Ильича — начальник отдела, главный инженер проекта реконструкции систем управления.
В 1992—1999 годах — заместитель директора по экономике и финансам ОАО «КАМАЗ», генеральный директор ЗАО «Аргамак» г. Москва (дочернее предприятие ОАО «КАМАЗ»).
С 2000 года и по настоящее время — генеральный директор, президент ЗАО «Фирма Автоинвест».
С 2006 года находится на пенсии, живёт в Москве.

### Научная деятельность
Параллельно с производственной деятельностью занимался научно-преподавательской работой. По совместительству преподавал в ВУЗах. Автор 37 научных, учебно-методических работ и изобретений в области техники, электроники, программирования на ЭВМ, экономики и управления (включая АСУ) на предприятиях машиностроения. Окончил заочно аспирантуру при Московском энергетическом институте в 1975 году и защитил кандидатскую диссертацию по специальности «Техническая кибернетика и теория информации». В 1992 году защитил диссертацию в Государственной академии (ныне университет) управления им С. Орджоникидзе на соискание ученой степени доктора экономических наук. В 1993 году получил звание академика Российской академии транспорта. В 1999 году получил звание профессора по кафедре инновационного менеджмента.

### Семья
Женат, трое детей (дочери — Светлана, Ольга и Анна), пятеро внуков (Михаил, Ильяс, Анастасия, Даниил, Соня).

## Награды
- Медаль «За трудовое отличие» (1973).